# تريستان توماس
تريستان توماس (بالإنجليزية: Tristan Thomas) هو منافس ألعاب قوى أسترالي، ولد في 23 مايو 1986 في بريزبان في أستراليا.

## وصلات خارجية
- تريستان توماس على موقع الاتحاد الدولي لألعاب القوى (الإنجليزية)
- تريستان توماس على موقع النتائج التاريخية لألعاب القوى الأسترالية (الإنجليزية)
- تريستان توماس على موقع الدوري الماسي (الإنجليزية)
- تريستان توماس على موقع اللجنة الأولمبية الدولية (الإنجليزية)
- تريستان توماس على موقع أوليمبيديا (الإنجليزية)
- تريستان توماس على موقع اللجنة الأولمبية الأسترالية (الإنجليزية)
- تريستان توماس على موقع اتحاد ألعاب الكومنولث (مؤرشف) (الإنجليزية)
- تريستان توماس على موقع دورة ألعاب الكومنولث 2006 (مؤرشف) (الإنجليزية)